# Exaltación de la Cruz partido
Exaltación de la Cruz egy partido (körzet) Argentínában a Buenos Aires tartományban. A fővárosa Capilla del Señor.

## Települések
| - Capilla del Señor - Los Cardales - Pavón - Arroyo de La Cruz - Parada Orlando | - Parada Robles - El Remanso - Etchegoyen - Parada La Lata - La Loma - Diego Gaynor | - Gobernador Andonaegui - Chenaut - Carlos Lemee |